# Le avventure galanti del giovane Molière
Le avventure galanti del giovane Molière (Molière) è un film del 2007 diretto da Laurent Tirard.
Presentato al Festival cinematografico internazionale di Mosca del 2007, vede Romain Duris nella parte di Molière, con Fabrice Luchini e Laura Morante coprotagonisti.

## Trama
Nel 1658 Jean-Baptiste Poquelin, in arte Molière, è già un affermato commediografo alla corte dei reali, ma solo tredici anni prima era un giovane attore e capocomico di una compagnia squattrinata.
La vicenda principale occupa un lungo flashback all'inizio del quale Molière, ventiduenne, è incarcerato per debiti. Un notaio avendone notato la bravura recitativa e la spigliatezza lo raccomanda al ricchissimo Jourdain. Questi ne paga infatti la cauzione e lo prende alle sue dipendenze sotto le mentite spoglie di un istitutore religioso di nome Tartuffe. In cambio della "libertà" Molière deve impartire lezioni di recitazione che servano a Jourdain per poter fare colpo su di una giovane marchesa della quale si è innamorato, e che gli ha ispirato una breve pièce che vuole interpretare in prima persona.
Jourdain, privo di qualsiasi talento, si cimenta in tutte le arti e discipline sportive, senza alcun risultato. Inoltre continua ingenuamente a pagare il dissoluto aristocratico Dorante con la speranza vana che gli presenti la tanto adorata marchesa.
In tutto questo trascura la moglie che si invaghisce di uno scritto di Molière che dopo lunga resistenza finisce per svelare la sua reale identità, pur celando il vero scopo della sua presenza a casa Jourdain. Tra lui e la signora Elmire nasce l'amore, mentre Dorante è costretto dalla scaltrezza di Molière a concedere una vera chance a Jourdain con la marchesa Célimène.
L'incontro si rivela un fiasco ma consente a Jourdain di capire quanto l'amico altolocato l'abbia sempre raggirato. Così anche il patto di ferro fatto per far sposare sua figlia con il figlio di Dorante, che avrebbe rimpinguato le tasche di questo e introdotto nell'aristocrazia il ricco borghese, si incrina.
Molière aiuta così Jourdain a rompere con l'odioso Dorante consentendo alla figlia di coronare il suo vero amore. Al prezzo di rinunciare all'amata Elmire, salva così anche il matrimonio di questa e torna pienamente in libertà.
Ripartito con la vecchia compagnia alla conquista delle piazze francesi, tredici anni più tardi è un commediografo di successo, anche grazie a spunti tratti direttamente dalle sue avventure galanti vissute da ragazzo. A Parigi ritrova Elmire sul letto di morte che lo perdona per l'abbandono repentino che stroncò la loro storia d'amore.